# ナ行活用
ナ行活用（日语：／ Nagyouhenkaku katsuyou），日語舊假名文法之一。只有、兩字。現在日文中，被歸在五段動詞裡，而只留在方言裡。此外，助動詞的活用也是這樣變化。

## 舉例
在此以為例:
- 未然型：
- 連用型：
- 終止型：
- 連體型：
- 已然型：
- 命令型：

| 基本形 | 活用形 | 活用形 | 活用形 | 活用形 | 活用形 | 活用形 | 活用形 |
| 基本形 | 語幹   | 未然形 | 連用形 | 終止形 | 連体形 | 已然形 | 命令形 |
| ------ | ------ | ------ | ------ | ------ | ------ | ------ | ------ |
| （）   |        |        |        |        |        |        |        |
| （）   |        |        |        |        |        |        |        |

## 連結
- 四段活用
- 上一段活用
- 上二段活用
- 下一段活用
- 下二段活用
- ラ行活用
- カ行活用
- サ行活用